# Andrés Laguna
Andrés Laguna de Segovia (Segovia, 1499 – Guadalajara, 1559) è stato un umanista e farmacologo spagnolo, dedito soprattutto alla farmacologia e alla botanica medica.

## Biografia
Laguna, secondo Diego de Colmenares e altri storici, era figlio di un medico ebreo convertito. Studiò le arti per due anni a Salamanca e poi si trasferì a Parigi nel 1530, dove si laureò in arte e continuò a studiare medicina. Imparò le lingue classiche come il greco e il latino tanto da essere in grado di leggere Pedanio Dioscoride nella sua lingua originale. Fu anche influenzato da Erasmo da Rotterdam e divenne suo seguace. Tornò in Spagna nel 1536 e quindi si recò in Inghilterra. Si trasferì poi nei Paesi Bassi dove visse per alcuni anni raccogliendo rimedi erboristici in tutti i luoghi visitati per verificare le prescrizioni di Dioscoride. Tra il 1540 e il 1545 risiedette a Metz, divenendo uno dei medici della città, e dal 1545 al 1554 soggiornò in Italia, dove conseguì un dottorato presso l'Università di Bologna venendo onorato dai Papi Paolo III e Giulio III, diventando medico di quest'ultimo. Venne ospitato a Venezia dall'ambasciatore spagnolo Diego Hurtado de Mendoza y Pacheco, un autorevole umanista e titolare di una biblioteca. Ritornò in Spagna nel 1557, dopo un altro soggiorno prolungato nei Paesi Bassi della durata di tre anni, dove divenne medico di Carlo V e di Filippo II. Infine fondò l'Orto Botanico di Aranjuez. Morì, probabilmente, a Guadalajara, in Spagna, nel 1559. Le sue spoglie furono sepolte nella chiesa di San Miguel a Segovia.

## Opere

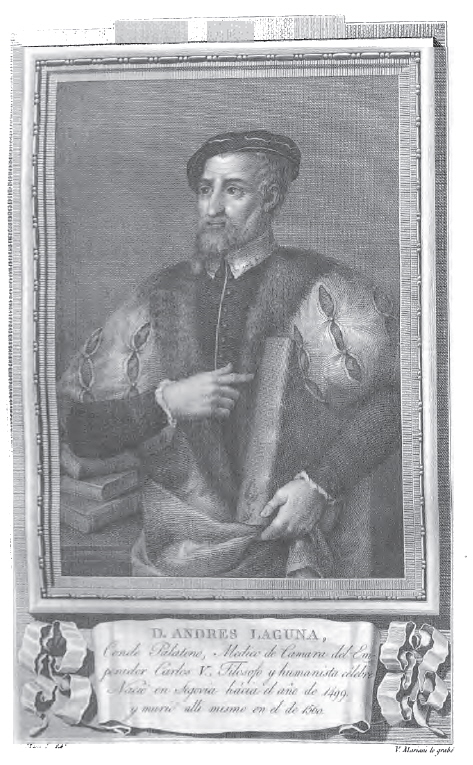
Andrés Laguna, in un ritratto del XVIII secolo.

Laguna scrisse  di letteratura, storia, filosofia, politica (Europa auto-tormentatrice, vale a dire, tormenta miseramente se stessa e si lamenta della sua disgrazia) e argomenti medici, come un tipico  homo universalis del Rinascimento. La sua opera più celebre è la traduzione in castigliano, con interessanti commenti e integrazioni che raddoppiano il testo originale del De materia medica di Pedanio Dioscoride. La sua fonte principale è stata l'edizione tradotta in latino da Ruelle e stampata ad Alcalá nel 1518 sotto la supervisione di Antonio de Nebrija, ma anche le lezioni di Ruelle, con il quale studiò durante il suo soggiorno a Parigi tra il 1530 e il 1536. L'opera fu pubblicata con il titolo Annotazioni su Dioscoride di Anazarbus (Lione, 1554). Egli indica anche, nella sua traduzione, gli errori commessi da Ruelle, da lui riscontrati confrontando la traduzione latina con vari codici greci. Terminò questo lavoro a Roma (1553) e un anno dopo, in una delle sue visite a Venezia, fece stampare la sua edizione dallo stesso stampatore presso il quale Andrea Mattioli, distributore principale di Dioscoride in Europa, nel 1544 aveva fatto realizzare una traduzione in latino e un'altra in Italiano, poi ristampata diciassette volte. Laguna verificò personalmente tutte le prescrizioni di Dioscoride e aggiunse le proprie osservazioni, le opinioni e le esperienze come botanico e farmacologo che aveva sperimentato con le erbe raccolte in molte parti d'Europa e della costa del Mediterraneo. La sua traduzione è chiara e precisa e i commenti costituiscono una fonte primaria, non solo per la botanica medica del periodo, ma anche per le altre attività scientifiche e tecniche. Il testo è stato ristampato ad Anversa nel 1555 ed è stato ristampato vendidue volte entro la fine del XVIII secolo. Il testo divenne molto più influente di altre edizioni di Galeno o Teofrasto nell'Europa del Rinascimento, dal momento che le prescrizioni di Dioscoride avevano un carattere più pratico.
Inoltre Laguna considerò la teoria dei quattro umori effettivi, ma mostrò scetticismo rispetto all'alchimia, rifiutando ogni affermazione che non poteva ottenere una conferma empirica. Nonostante ciò, a volte inserì informazioni non di prima mano sui prodotti provenienti dalle Americhe, come l'antisifilitico guaiaco, trattandole in  forma molto confusa. Quando non tratto argomenti da una fonte diretta, sembra li abbia tratti dalle opere di Gonzalo Fernández de Oviedo.

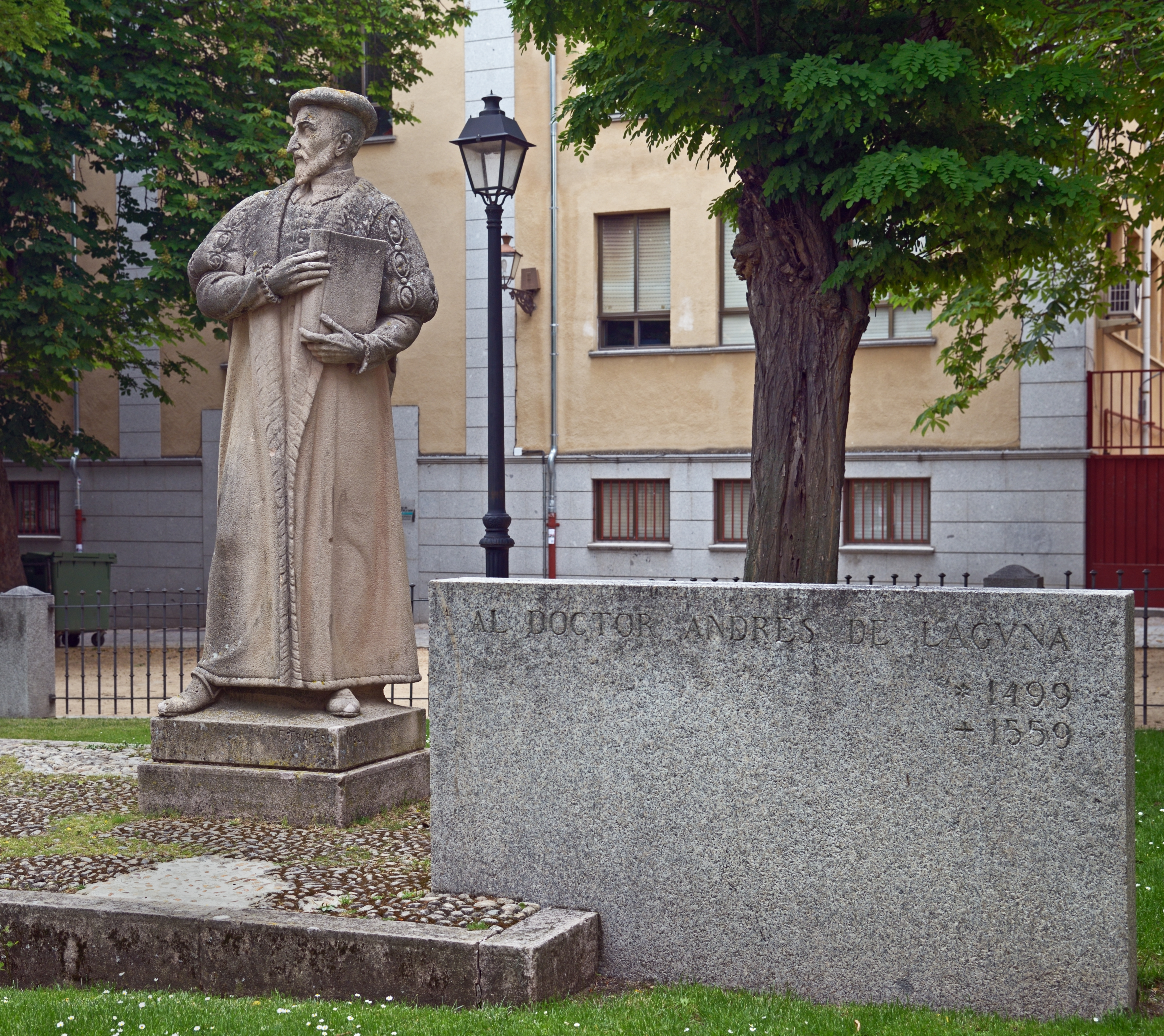
Monumento A.Laguna a Segovia

Laguna realizzò diverse traduzioni e commenti: 
- Le quattro più eleganti orazioni di Cicerone contro Catilina
- Pedanius Dioscoride di Anazarbus (Amberes, 1555), con commenti, che duplicavano la lunghezza del testo, e considerazioni su altre importanti scienze
- Dialogues di Luciano di Samosata
- Sul Cosmo e Sulle Virtù di Aristotele
- Storia filosofica di Galeno.

Le sue opere originali: 
- Un breve discorso sulla cura e la prevenzione della peste, dove afferma che "non esiste uno strumento più adatto del medico per presentare la peste in ogni regione" e propose la formazione di un corpo medico specializzato in questa malattia. Andrés Laguna aveva trattato i pazienti affetti da peste nel Ducato di Lorena, con un infuso a base di camaleonte bianco, anche se consigliava il camaleonte nero. Raccomandò la somministrazione di una soluzione salina di latte, acqua salata e aceto a stomaco vuoto e vietò i bagni caldi. Praticò anche il salasso e l'uso di gemme e pietre preziose.
- Il metodo anatomico
- Sulla vita di Galeno
- Trattato dei pesi e delle misure medicinali
- Alfabeto delle dottrine o dichiarazioni di Galeno su Ippocrate
- Europa auto-tormentatrice, vale a dire, tormenta miseramente se stessa e si lamenta della sua disgrazia, un discorso pubblicato nel 1543, pochi giorni dopo la sua lettura, nel College of Arts a Colonia, per la stampa di Johann von Aachen. L'autore dimenticò questa famosa orazione e non tornò a rivederla, ma anticipò Montaigne, Cartesio, Montesquieu e Voltaire nel forgiare l'idea moderna della civiltà europea in contrapposizione alla barbarie: la neutralità religiosa, la secolarizzazione degli affari legali e pubblici, i principi di parità sociale, morale e personale, ecc. Si tratta di un discorso pacifista nello stile della querela pacis di Erasmo da Rotterdam.
- Marcel Bataillon credette che Laguna fosse stato l'autore di Viaggi in Turchia (1557), un lavoro attribuito anche a Cristóbal de Villalón, Francisco Delicado o Juan de Ulloa Pereira, nella forma di un dialogo che riguarda i costumi dei turchi nell'epoca di Solimano il Magnifico, e consente all'autore di criticare i costumi contemporanei alla maniera di Erasmo.

Pubblicò più di trenta opere.

## Bibliografia

Epitomes omnium Galeni Pergameni operum, 1553